# Miguel Pérez (matemático)
Miguel Pérez fue un sacerdote, matemático, astrónomo y traductor español nacido a mediados del siglo XVI en Horche (Guadalajara) y fallecido hacia 1612 en Granada.
Según documento del Archivo de Indias sobre Autos sobre bienes de difuntos figura en 1688: Del licenciado Miguel Pérez, presbítero, difunto en San Martín, jurisdicción de Sombrerete, con testamento por el que mandó fundar capellanía en la villa de Horeche, jurisdicción de Toledo.

## Biografía
Poco se sabe sobre él. Hizo sus primeros estudios en la universidad de Sigüenza, y ya ordenado sacerdote, fue nombrado tesorero de la catedral de Granada y racionero de la misma. No dejó más que una obra, que él mismo tituló modestamente traducción del Theatro de Gallucio, que en realidad es casi enteramente original a causa de las muchas aportaciones, correcciones y añadidos que lleva al Theatrum Mundi et Temporis (1588) del astrónomo Giovanni Paolo Gallucci (1538-1621), primer atlas de estrellas que usa un sistema de coordenadas que puede usarse desde los márgenes. Construido con una proyección trapezoidal, común en ese momento, este catálogo utiliza las posiciones de las estrellas dadas por Copérnico. 
La versión de Pérez está escrita con claridad y multitud de ejemplos y láminas xilográficas explicativas. Consta de seis libros divididos en 103 capítulos. y se publicó en Granada en 1606; se reimprimió cuatro veces más en la misma imprenta y lugar en 1611, 1614, 1616 y 1617, pero con el título más ampliado; Julio Cejador, que parece desconocer las ediciones de 1606 y 1611, dice que la princeps fue en 1614, y que las de 1616 y 1617 son falsas, hechas de la primera tirada.
La obra es curiosa porque incluye figuras móviles en las ilustraciones xilográficas que tienen hasta siete piezas unidas por eje formado por un hilo que las une a la página que las sustenta. Estas figuras móviles representan mecanismos y tablas para el cálculo de posiciones de planetas, eclipses, tablas temporales, constelaciones, etc. Los libreros vendían el libro con los pliegos sueltos y un sobre con las piezas para montar, para posteriormente encuadernarlo y montar las piezas, como refleja la hoja de “advertencias al librero y al lector”, donde explica cómo hacerlos y añade: “Este ponen de las figuras mobiles ha dado enfado a los libreros, podrá el lector a horrar de costa y con esta relacion por su curiosidad poquito a poco por si, o por su criado poner las dichas figuras mobiles pues sera entretenimiento virtuoso”.

## Obras
- Theatro del mundo y de el tiempo compuesto por Ioan Paulo Gallucio Salo[n]ese; traducido de lengua latina en castellana y añadido por Miguel Pérez, Capellán del rey nuestro señor en su real capilla de Granada. Dirigido a Francisco González de Heredia Cavallero de la real Orden de Alcántara secretario del rey nuestro señor... Granada: en las casas del autor, por su industria, y a su costa: por Sebastián Muñoz impressor de libros, 1606.